# Hermann Löns
Hermann Löns (Culm, 1866. augusztus 29. – Loivre, Reims közelében, 1914. szeptember 26.) német író, költő és újságíró.

## Életrajza
Friedrich Wilhelm Löns (1832–1908) tanár és Klara Cramer (1844–1896) fiaként született Kulmban 1866-ban. Deutsch-Kronában nőtt fel, majd a család 1884-ben visszaköltözött Vesztfáliába, mivel apja Münsterben talált munkát. 1886-ban érettségizett, majd apja kívánságra orvostudományt hallgatott a münsteri egyetemen. 1887-től a greifswaldi egyetemen tanult, majd 1888 novemberében Göttingenbe ment, később visszatért Münsterbe. 1891 őszén otthagyta az egyetemet és az újságírói pályát választotta. A kaiserslauterni Pfälzische Presse munkatársa lett. Később a Reußische Volkszeitungnál dolgozott, ám alkoholizmusa miatt onnan három hét után elbocsátották. Ezután a Hannoveraner Anzeiger tudósítója lett. Első írói sikerét 1906-ban a Mein braunes Buch-hal aratta. Ezután több regényt is írt, az egyik legsikeresebb az 1910-ben kiadott Der Wehrwolf volt. Az első világháborúban önként jelentkezett katonai szolgálatra, ám először gyenge fizikuma miatt elutasították. Végül mégis felvételt nyert a hadseregbe és 1914. szeptember 26-án Loivre-nál vesztette életét.
Hermann Löns költő hagyatéka Walsrode helytörténeti múzeumában található.

## Művei

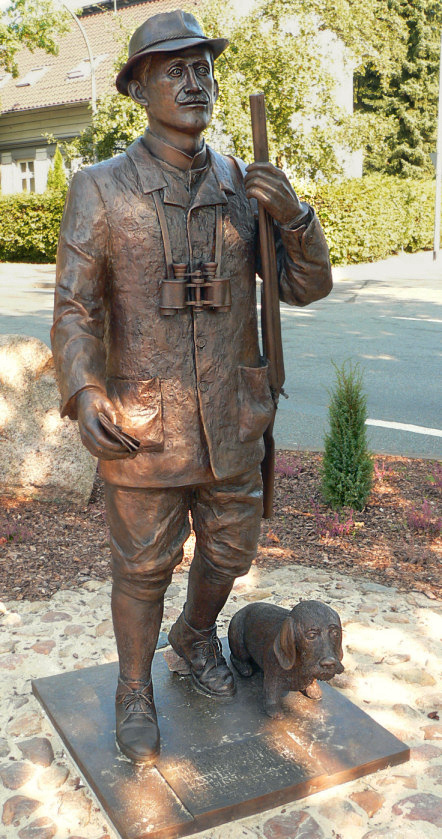
Bronzszobra Walsrodéban (2006)

### Próza
- Mein grünes Buch (1901)
- Mein braunes Buch (1907)
- Der letzte Hansbur (1909)
- Dahinten in der Heide (1909)
- Mümmelmann (1909)
- Der Wehrwolf (1910)
- Das zweite Gesicht (1911)
- Der zweckmäßige Meyer (1911)
- Kraut und Lot (1911)
- Da draußen vor dem Tore (1911)
- Haidbilder (1912)
- Auf der Wildbahn (1912)
- Mein buntes Buch (1913)
- Goldhals (1914)
- Widu (1917)
- Die Häuser von Ohlenhof (1917)
- Aus Wald und Heide (1920)
- Aus Forst und Flur.

### Költemények
- Mein goldenes Buch (1901)
- Mein blaues Buch (1909)
- Der kleine Rosengarten (1911)
- Junglaub
- Erwartung
- Das Scheiden

## Magyarul
- Az ordas; ford. Turóczi József; Genius, Bp., 1922 (A regényírás művészei)
- A két arc; ford. Várkonyi Titusz; Genius, Bp., 1922 (A regényírás művészei)
- A második arc; ford. Farkas Zoltán; Franklin, Bp., 1923 (Külföldi regényírók)

## Fordítás
- Ez a szócikk részben vagy egészben  a   Hermann Löns című angol Wikipédia-szócikk fordításán alapul.  Az eredeti cikk szerkesztőit annak laptörténete sorolja fel. Ez a jelzés csupán a megfogalmazás eredetét és a szerzői jogokat jelzi, nem szolgál a cikkben szereplő információk forrásmegjelöléseként.